# Храм Чолисварам
Храм Чолисварам — храм X века, один из храмов династии Чола Солесвара. Он был построен в честь легендарного императора Раджа Раджа Чола I в Перару, Канталай, округ Тринкомали, Восточная провинция, Шри-Ланка. Надписи на камне, найденные в руинах этого сооружения относятся ко времени его возведения и роднят его с древним храмом Конесварам в Тринкомали. Он был построен в стиле дравидийской архитектуры периода Чола. Развалины храма были обнаружены в 1952 году при расчистке джунглей. В 1960 году храм был реконструирован и освящён в 1975. Исследованием храма занимался К.Индрапала. В 2003 году правительство выделило 50 000 рупий для сохранения развалин путём возведения ангара над ними.